# 益田精祥
益田 精祥（ますだ あきよし、1862年2月7日（文久2年1月9日） - 1917年（大正6年）8月25日）は、益田家第35代当主。長州藩永代家老・須佐領主益田家16代。男爵。通称精次郎。

## 生涯
文久2年（1862年）、長州藩家老益田親施の子として生まれる。元治元年（1864年）11月、父親施が禁門の変の責任を取り切腹する。精祥はまだ3歳の幼児であったため、藩主一門吉敷毛利房謙の九男で桂家を相続していた親澄（益田親祥）が、叔母房子の婿養子として益田家に入り、当主代理を務めることとなった。
慶応元年（1865年）3月に家督を相続する。同年、父が咎めを受けたため幕府を憚って、先祖が称していた御神本に名字を改めた。明治元年（1868年）、名字を益田に復す。明治6年（1873年）、親祥に家督を譲り、その養子となる。
明治12年（1879年）3月、親祥が隠居し、同月28日に家督を相続する。明治22年（1889年）、毛利敬親を祀る山口県県社野田神社祠官となり、同年豊栄神社の御用係となる。
明治33年（1900年）、父・親施の明治維新への功績により従五位・男爵に叙され、華族となる。
1917年8月25日卒。享年56。

## 栄典
- 1900年（明治33年）5月9日 - 男爵[2]

## 親族
- 妻：益田ヒサコ（口羽良介二女）[1]
  - 長男：益田兼施（男爵）[1]
  - 長女：寺島トシ子（寺島敏三夫人）[1]
  - 二女：潮実根（潮恵之輔夫人）[1]
  - 二男：益田兼英（陸軍歩兵中佐、戦死）[1]